# Динамо (Мукачево)
«Динамо»  — український футбольний клуб з міста Мукачево, Закарпатська область.

## Історія
Футбольна команда «Динамо» була заснована 1945 року в місті Мукачево. З моменту заснування виступала в чемпіонаті Закарпатської області.
У 1949 році став базовим клубом для збірної прикордонних сил України, яке виграло фінальний матч у збірної Москви.

## Відомі гравці
- Тиберій Попович